# Telmatobufo australis
Telmatobufo australis és una espècie de granota que viu a Xile.
Està amenaçada d'extinció per la pèrdua del seu hàbitat natural.